# Valérie Beaudouin
Pour les articles homonymes, voir Beaudouin.
Valérie Beaudouin, née en 1968, est chercheuse en sciences sociales, directrice d'études à l'EHESS (CEMS) et professeure invitée à Télécom Paris.

## Eléments biographiques
Elle est diplômée de l'École nationale de la statistique et de l'administration économique (ENSAE 1991), puis obtient en 2000 un doctorat, à l'EHESS, en sciences du langage et en 2018 une HDR en sociologie (Université Paris-Descartes).
Après l'ENSAE, tout en préparant sa thèse, elle travaille au Centre de recherche pour l’observation des conditions de vie (Crédoc) dans les années 1990. Elle se spécialise initialement dans les méthodes et outils pour l'analyse automatique des textes (textmining). Puis elle devient responsable, jusqu'en 2008, du laboratoire « Usages, créativité, ergonomie » de France Telecom R&D, devenu le laboratoire Sense d'Orange Labs, voué à l’application des sciences humaines à l’innovation. Ses recherches portent désormais sur l'écrit dans les usages numériques, sur les mutations liées au numérique (sociabilité, pratiques culturelles, nouvelles formes d'écritures et de lecture), sur la surcharge informationnelle et sur l'analyse des formes contemporaines de l'innovation,.
Elle est membre de l'Oulipo, dont elle gère le site depuis 2003 et les phynances de 2004 à 2017,. Elle invente en 2008 la contrainte intitulée « Morale à double face » également connue sous le nom de « Morale double », s'inspirant de la morale élémentaire de Queneau. Elle expérimente aussi des formes d'écriture qui mêlent texte et image, comme De la carpe au don (2011), ou encore Corps à l'écran (une terine de vers et d'images).
Son ouvrage Mètre et rythme du vers classique. Corneille et Racine explore, avec des méthodes issues de la linguistique informatique et sur des ensembles de vers (80 000 vers du théâtre de Corneille et Racine), les relations qu'entretiennent le mètre et le rythme dans le vers. Prenant appui sur la théorie du rythme de Pierre Lusson et Jacques Roubaud, il propose un modèle métrique hiérarchisé de l'alexandrin, où chacun des niveaux du modèle est constitué d'une unité métrique qui se répète.

## Livres
- Les publics de la Comédie-Française, avec Bruno Maresca, La Documentation française, 1997, accessible sur Gallica : .
- Mètre et rythme du vers classique. Corneille et Racine, Editions Champion, coll. Lettres numériques, 2002.
- Anne F. Garréta & Valérie Beaudouin, Tu te souviens...?, La Bibliothèque Oulipienne (160), 2007.
- Dominique Pasquier, Valérie Beaudouin & Tomas Legon.Moi, je lui donne 5/5. La critique amateur en ligne, Paris, Presse des Mines, 2014
- Le web français de la Grande Guerre. Réseaux amateurs et institutionnels, Presses Universitaires de Paris Nanterre, 2018, avec Philippe Chevallier et Lionel Maurel.

## Autres publications
- Usages des moteurs de recherche: une approche centrée utilisateurs (Sixièmes Journées internationales d’Analyse Statistiques des Données Textuelles), avec Houssem Assadi, 2002.
- TyPWeb : décrire la Toile pour mieux comprendre les parcours, avec Serge Fleury, Benoît Habert, Gabriel Illouz, Christian Licoppe et Marie Pasquier, Colloque International sur les Usages et les Services des Télécommunications, e-Usages, Paris, 12-14 juin 2001.
- Prosumer, Communications, n°189, 2011, 131-139.
- « Comment se constituent les genres à l’ère du texte numérique ? », in Driss Ablali, Sémir Badir et Dominique Ducard (dir.), Documents, textes, œuvres. Perspectives sémiotiques, Rennes, Presses Universitaires de Rennes, 2014, pp. 153-166.
- « Trajectoires et réseau des écrivains sur le Web. Construction de la notoriété et du marché. », in Réseaux, 175 (5), Lavoisier, 2012, pp. 107-144

## Créations numériques
- Lumière noire, 2008, créée selon la contrainte « Morale double »

"La morale élémentaire à double face, ou morale double, propose deux versants d’une même réalité. Les éléments de symétrie et de parallélisme propres à la morale élémentaire couvrent les deux faces. Si la version imprimée oblige à situer un versant avant l’autre, l’espace numérique permet d’annihiler la primauté de l’un sur l’autre. En lecture comme en disposition graphique, la morale à double face offre des potentialités de réalisations  : succession, entrelacement, enchevêtrement des mots, bi-mots, strophes qui s’affichent à l’écran, voix qui se croisent."
- Corps à l'écran, août 2010- mars 2012, créée selon la contrainte de la terine.

La terine est une évolution de la sextine, créée au XIIIe siècle par le troubadour Arnaut Daniel. Six mots-clefs qui ne riment pas terminent les six vers composant six strophes. Ces mots ne doivent pas se retrouver dans la même position, donnant ainsi six combinaisons différentes. La terine suit le même principe, mais avec trois strophes de trois vers.